# Corymbophanes kaiei
Corymbophanes kaiei är en fiskart som beskrevs av Jonathan W. Armbruster och Sabaj Pérez 2000. Corymbophanes kaiei ingår i släktet Corymbophanes och familjen Loricariidae. IUCN kategoriserar arten globalt som livskraftig. Inga underarter finns listade i Catalogue of Life.